# Chambre des représentants (Jordanie)
Pour les autres articles nationaux ou selon les autres juridictions, voir Chambre des représentants.
20e législature
Édifice du parlement
La Chambre des représentants (en arabe : مجلس النواب, Majlis al-Nuwaab) est la chambre basse de l'Assemblée nationale, le parlement bicaméral de la Jordanie. Elle est composée de 138 membres élus au suffrage direct à la proportionnel pour un mandat de quatre ans.

## Système électoral

### Depuis 2022
La Chambre des représentants est dotée de 138 sièges pourvus pour quatre ans au scrutin proportionnel plurinominal selon un système parallèle. L'âge minimum pour présenter sa candidature est pour la première fois abaissé de 30 à 25 ans.
Sur le total de 138 sièges, 97 sont pourvus au scrutin proportionnel plurinominal dans 18 circonscriptions de trois à sept sièges, avec liste ouverte et vote préférentiel, couplés à un seuil électoral de 7 % du total des suffrages exprimés. Un siège est réservé dans chaque circonscription à un membre des minorités chrétienne, tchétchène ou circasienne. Le seuil s'applique indépendamment dans chacune des circonscriptions. Si un minimum de deux listes n'atteint pas le seuil de 7 % dans une circonscription de deux sièges — hors siège réservé —, celui-ci est abaissé d'un pour cent autant de fois que nécessaire pour que ce nombre de listes minimum soit atteint. Dans les circonscriptions de plus de deux sièges hors sièges réservés, le nombre de liste minimum est de trois. Les électeurs votent pour une liste, et ont la possibilité d'effectuer un vote préférentiel pour l'un des candidats de celle-ci. Après dépouillement des voix, les sièges sont répartis entre les listes de chaque circonscription à la proportionnelle selon la méthode du plus fort reste. Leurs candidats ayant recueilli le plus de votes préférentiels en leur nom se voient ensuite attribuer les sièges en priorité. De même, dans chaque circonscription, le candidat s'étant préalablement enregistré comme membre d'une des minorités et ayant reçu le plus de voix l'emporte.
Les 41 sièges restants sont quant à eux pourvus dans une unique circonscription nationale avec listes fermées et seuil électoral de 2,5 %. Chaque électeur dispose ainsi d'une voix pour les listes des circonscriptions précédentes, et une autre pour les listes de la circonscription nationale. Deux sièges sont réservés à la minorité chrétienne et un à celles tchétchène et circasienne. Les listes doivent obligatoirement comporter au moins un tiers de femmes, répartis au minimum tout les deux candidats masculins, ainsi qu'au moins un candidat de moins de 35 ans parmi leurs cinq premiers candidats. La répartition est également faite selon la méthode du plus fort reste, avec un abaissement du seuil de 0,5 % en 0,5 % si moins de trois listes le franchissent, jusqu'à ce que ce nombre de liste soit franchi.

### Avant 2022
La Chambre des représentants est dotée de 130 sièges pourvus pour quatre ans, dont 115 au scrutin proportionnel plurinominal avec liste ouverte et vote préférentiel dans 23 circonscriptions de trois à neuf sièges. Parmi ceux-ci, neuf sièges sont réservés à la minorité chrétienne et trois autres aux minorités tchétchène et circasienne. Les électeurs votent pour une liste, et ont la possibilité d'effectuer un vote préférentiel pour l'un des candidats de celle-ci. Après dépouillement des voix, les sièges sont répartis entre les listes de chaque circonscription à la proportionnelle au quotient simple, sans seuil électoral. Leurs candidats ayant recueilli le plus de votes préférentiels en leur nom se voient ensuite attribuer les sièges en priorité. De même, dans chaque circonscription dotée d'un siège réservé, le candidat s'étant préalablement enregistré comme membre de la minorité concernée et ayant reçu le plus de voix l'emporte,. 
Enfin, à ce total s'ajoutent 15 sièges réservés aux femmes selon le système des « meilleures perdantes ». Ceux-ci sont attribuées à chacune des candidates n'ayant pas été élue mais ayant obtenu le plus de votes préférentiels dans chacun des douze gouvernorats et des trois districts de Badia, qui se superposent aux précédents et recouvrent les zones désertiques de l'est du pays,.

### Conditions d'éligibilités
Les candidats doivent être âgés de plus de trente-cinq ans, ne peuvent être liés à la famille royale et ne doivent pas avoir d'intérêts financiers dans les contrats gouvernementaux. 

## Présidence
Le président de la chambre est choisi parmi les députés en leur sein.